# Слай Стоун
Слай Стоун (Sly Stone; наст. имя Сильвестр Стюарт, англ. Sylvester Stewart, 15 марта 1943, Дентон, Техас — 9 июня 2025[…], Лос-Анджелес, Калифорния) — американский музыкант и продюсер, который стоял у истоков психоделического фанка. В 1966 году создал в Сан-Франциско коллектив Sly & the Family Stone — самый коммерчески успешный проект в истории фанк-музыки. В составе этой группы пять раз достигал первой строчки в национальных поп-чартах (Billboard Hot 100).

## Биография
В 1969 году Стоун перебрался со своей подружкой Деборой Кинг (будущая жена Карлоса Сантаны) из Сан-Франциско в Лос-Анджелес, где подпал под идеологическое влияние «чёрных пантер». Он пристрастился к алкоголю и наркотикам, в группе начались неурядицы, в 1975 году она была распущена. В начале 1980-х годов Стоун сотрудничал с Джорджем Клинтоном и его коллективом Funkadelic, гастролировал по США с Бобби Уомаком.
В 1987 году после ареста по обвинению в хранении кокаина Слай Стоун перестал появляться перед публикой. Долгое время репортёрам даже было неизвестно его место жительства. За исключением появления на церемонии включения его группы в Зал славы рок-н-ролла (1993) первым за 20 лет появлением Стоуна на публике стало выступление на церемонии вручения «Грэмми» в 2006 году. На следующий год музыкант объявил о грядущих гастролях по США.
9 июня 2025 года Стоун умер в своём доме в Гранада-Хиллз, Лос-Анджелес, в возрасте 82 лет. Его семья сообщила в заявлении, предоставленном Rolling Stone, что Стоун умер от хронической обструктивной болезни лёгких и «других сопутствующих проблем со здоровьем».